# Ofterschwang
Ofterschwang är en kommun och ort i Landkreis Oberallgäu i Regierungsbezirk Schwaben i förbundslandet Bayern i Tyskland. Folkmängden uppgår till cirka 2 100 invånare, på en yta av 20 kvadratkilometer. Orten är en vintersportort och här har världscupdeltävlingar i alpin skidsport hållits.

## Kommundelar
- Bettenried
- Hüttenberg
- Muderbolz
- Oberzollbrücke
- Sigishofen
- Sigiswang
- Schweineberg
- Tiefenberg
- Westerhofen
- Wielenberg